# Saison 2 de Chicago Fire
Chronologie
Saison 1 Saison 3
Cet article présente les épisodes de la deuxième saison de la série télévisée américaine Chicago Fire.

## Généralités
- Aux États-Unis, la saison 2 a été diffusée du 24 septembre 2013 au 13 mai 2014 sur NBC.
- Au Canada, elle a été diffusée en simultané sur le réseau Global.
- Au Québec, elle a été diffusée du 2 mai 2014[1] au 26 septembre 2014 sur AddikTV.
- En Suisse, elle est diffusée depuis le 19 octobre 2014 sur RTS Un
- En France, elle est diffusée depuis le 22 mars 2015 sur CStar.

## Distribution

### Acteurs principaux
- Jesse Spencer : Lieutenant Matthew Casey
- Taylor Kinney : Lieutenant Kelly Severide
- Charlie Barnett : Pompier Peter Mills
- Monica Raymund : Ambulancier Gabriela Dawson
- Lauren German : Ambulancier Leslie Shay
- Eamonn Walker : Chef Wallace Boden
- David Eigenberg : Pompier Christopher Herrmann
- Yuri Sardarov : Brian « Otis » Zvonecek
- Joe Minoso : Joe Cruz
- Christian Stolte : Randy « Mouch » McHolland

### Acteurs récurrents et invités
- La distribution principale de Chicago PD
  - Jason Beghe : Détective Hank Voight (aussi dans Chicago PD)
  - Jon Seda : détective Antonio Dawson, frère de Gabriela (aussi dans Chicago PD)
  - Jesse Lee Soffer : Détective Jay Halstead  (épisodes 1,2,3,4,5,6, aussi dans Chicago PD)
  - Sophia Bush : Détective Erin Lindsay (aussi dans Chicago PD)
  - LaRoyce Hawkins : Officier Kevin Atwater (aussi dans Chicago PD)
  - Marina Squerciati : Officier Kim Burgess (épisodes 13 et 20, aussi dans Chicago PD)
- Treat Williams : Bennie, père de Severide
- Robyn Coffin (VF : Nathalie Gazdik): Cindy Herrmann, la femme de Christopher Herrmann.
- Michelle Forbes : Gail McLeod[2]
- Mena Suvari : Isabella[3]
- John Hoogenakker : Lt. Spellman[4]
- Jeff Hephner : Jeff Clarke[5]
- Daisy Betts : Rebecca Jones[6]
- Christine Evangelista : Allison Rafferty[7]
- Melissa Ponzio : Donna Boden[8]
- Amanda Righetti : Holly[9] (épisode 20)

## Liste des épisodes

### Épisode 1:Hautes tensions
- États-Unis /  Canada : 24 septembre 2013 sur NBC[10] / Global
- Québec :
  - 2 mai 2014[1] sur AddikTV
  - 17 février 2015 sur TVA
- Suisse : 19 octobre 2014 sur RTS Un[11]
- France :
  - 26 novembre 2014 sur 13ème rue
  - 22 mars 2015 sur D17

- États-Unis : 8,9 millions de téléspectateurs[12] (première diffusion)
- Canada : 1,109 million de téléspectateurs[13] (première diffusion)

- Cindy Chang (Marie)  * Jesse Lee Soffer (Jay Halstead)

Leslie Shay et Kelly Severide se cherchent un appartement chacun de leur côté. L'ambulancière semble douter sur le fait que son meilleur ami soit le père de l'enfant de Renée. Toute l'équipe du 51 intervient ensuite sur une maison incendiée, mais une explosion retentit. En inspectant, les pompiers ne trouvent personne, mais le lieutenant du Secours 3 se retrouve piéger au sous-sol, à cause de l'effondrement de l'escalier. Ses collègues parviennent à le sortir. Celui-ci voit son numéro de matricule affiché sur le mur extérieur de la maison brûlée. Mouch présente Marie, sa compagne japonaise, à ses collègues et lui fait visiter la caserne. Wallace Boden se rend à une réunion à l'état-major, faisant la rencontre de Gail McLeod, chargée par les services de la réglementation des centres de secours, pour faire des économies de 10% sur les corps des sapeurs-pompiers de Chicago. Elle invite les capitaines des casernes concernées à se former au dispositif «Wizard». Elle annonce déjà avoir fait fermer la caserne 33, mais deux autres casernes sont ciblées, dont celle du 51. Il informe ensuite ses hommes de la situation, en plus que Christopher Hermann a entendu dire que Greg Sullivan se présente à la présidence du syndicat. Alors qu'elles allaient repartir, les ambulancières soignent un jeune, blessé par balles, après avoir été jeté d'une voiture. Les fuyards allaient s'échapper, mais la police arrive juste à temps pour les interpeller. Malheureusement, le jeune meurt de ses blessures. Matt Casey rend visite à Heather Darden pour lui donner des courses. Peter Mills croise Antonio Dawson à la salle de sport, et les deux hommes discutent. Voyant que le bar Game Day a du succès, Otis, Christopher Hermann et Gabriela Dawson envoient Joey Cruz pour l'espionner.

### Épisode 2:L'Ombre d'un doute
- États-Unis /  Canada : 1er octobre 2013 sur NBC / Global
- Québec :
  - 9 mai 2014 sur AddikTV
  - 24 février 2015 sur TVA
- Suisse : 26 octobre 2014 sur RTS Un
- France :
  - 26 novembre 2014 sur 13ème rue
  - 22 mars 2015 sur D17

- États-Unis : 8,74 millions de téléspectateurs[14] (première diffusion)

- Chaon Cross (Heather Darden)
- Sarah Shahi (Renée Royce)
- LaRoyce Hawkins (Kevin Atwater)
- Jesse Lee Soffer (Jay Halstead)

Matt Casey prend des nouvelles de la prison pour femmes, où est enfermée Heather, arrêtée la veille au soir pour motif inconnu. Gabriela Dawson vient aider le lieutenant de l'échelle 81 à s'occuper de Ben et Griffin. Kelly Severide se rend au bureau du chef de service des enquêtes incendie, et semble avoir une piste sur un homme responsable des incendies causés ces derniers jours : John WestMinster, qui a été arrêté par Benny, il y a longtemps. Il lui apprend aussi avoir été libéré, il y a peu. L'équipe du 51 est mobilisée sur un accident de camion en pleine autoroute, où un motard est coincé sous la remorque du véhicule. Une conductrice est aussi touchée, et sa fille a disparu. Aidés par leur collègues, Severide et Jeff Clarke extraient les deux victimes de l'accident. Pendant ce temps, Casey réussit à retrouver la petite fille. De retour à la caserne, la baby-sitter de Ben et Griffin Darden dépose les garçons à la caserne. Ben y entre, sauf Griffin, car le lieu lui rappelle trop son père décédé. Renée montre à Severide, des vêtements qu'elle a achetés pour son futur bébé. Lorsque le lieutenant du Secours 3 lui demande s'il y ait une chance que le bébé soit le sien, elle le gifle. Boden le prévient être attendu au service des enquêtes incendie, car Pete John, un suspect, est appréhendé. Cependant, aucune preuve ne l'accable et il est relâché. Gabriela invite Jay à une dégustation de scotchs, accepté par ce dernier. L'ambulance 61 porte secours à une femme qui a fait une chute des escaliers. Le frère de cette dernière débarque, provoque une bagarre avec son mari, mais Dawson appelle la police en renfort.

### Épisode 3:Incendies volontaires
- États-Unis /  Canada : 8 octobre 2013 sur NBC / Global
- Québec :
  - 16 mai 2014 sur AddikTV
  - 3 mars 2015 sur TVA
- Suisse : 2 novembre 2014 sur RTS Un
- France : 29 mars 2015 sur D17

- États-Unis : 7,43 millions de téléspectateurs[15] (première diffusion)

- Mena Suvari (Isabella)  * Jesse Lee Soffer (Jay Halstead)

Griffin vit mal sa nouvelle situation, car sa mère est en prison, et c'est Matt Casey qui a la garde de Ben et lui pendant son absence. Alors qu'Otis, Joey Cruz et Mouch se disputent pour savoir qui sera le nouveau colocataire de Leslie Shay et Kelly Severide, le lieutenant du Secours 3 fait part de ses soupçons sur Kevin Hadley à Wallace Boden. Le Secours 3 vient ensuite à la rescousse d'un conducteur, coincé dans sa voiture au fond de l'eau. Gabriela propose à Mouch de rencontrer son amie Isabella, dirigeante d'un cabinet de conseil politique, afin que cette dernière l'aide dans sa campagne à la présidence du syndicat. Benny, le père de Kelly, vient aider son fils et les autres sur l'enquête des récents incendies. Matt doit se rendre à l'école de Griffin, car celui-ci s'est bagarré avec un camarade de classe. Il est rejoint par Gabriela, qui se fait passer pour sa compagne. L'ambulancière explique le comportement du jeune garçon au principal de l'école. Jeff Clarke demande à Capp de couper sa bague au doigt. L'ambulance 61 secourt un homme qui a le bras coincé sur une planche en bois par quatre clous. La police intervient sur une dégustation de bières en plein air par Hermann, Otis et Dawson, car Game Day, le bar concurrent, a déposé une plainte.

### Épisode 4:Le Traître
- États-Unis /  Canada : 15 octobre 2013 sur NBC / Global
- Québec :
  - 23 mai 2014 sur AddikTV
  - 10 mars 2015 sur TVA
- Suisse : 9 novembre 2014 sur RTS Un
- France : 29 mars 2015 sur D17

- États-Unis : 8,08 millions de téléspectateurs[16] (première diffusion)
- Canada : 1,164 million de téléspectateurs[17] (première diffusion)

- Jeff Hephner (Jeff Clarke)
- Mena Suvari (Isabella)
- Jesse Lee Soffer (Jay Halstead)

Otis débarque chez Leslie Shay et Kelly Severide pour emménager avec eux. Jay Halstead essaye d'aller voir Gabriela Dawson au Molly's, mais Christopher Hermann l'en empêche. L'ambulance 61 est appelée par Darryl, un hypocondriaque, qui tente de mettre fin à ses jours, sous les yeux des ambulancières. Leslie Shay essaye de lui parler, mais il se tire une balle dans la tête. Wallace Boden, ne supportant plus l'attitude de Gail McLeod à son encontre, va voir Al pour lui faire part de son inquiétude. Le suicide de Darryl créé des tensions entre Leslie Shay et Gabriela Dawson, dont la relation devient froide. Alors qu'Isabella et Mouch organisent une réception dans un centre de loisirs, Kevin Hadley y débarque pour faire un scandale. Pendant ce temps, le lieutenant du Secours 3 le surveille. Les tensions montent entre Gail McLeod et Wallace Boden, alors que Severide explique à son père ce qui s'est passé avec Hadley.

### Épisode 5:Nouvelle donne
- États-Unis /  Canada : 22 octobre 2013 sur NBC / Global
- Québec :
  - 30 mai 2014 sur AddikTV
  - 17 mars 2015 sur TVA
- Suisse : 16 novembre 2014 sur RTS Un
- France : 5 avril 2015 sur D17

- États-Unis : 7,45 millions de téléspectateurs[18] (première diffusion)
- Canada : 1,054 million de téléspectateurs[13] (première diffusion)

- Mike Starr (Arthur)
- John Hoogenakker (Lt. Spellman)
- Jesse Lee Soffer (Jay Halstead)

Après avoir appris la vérité sur Jay par son frère Antonio, Gabriela Dawson se réconcilie avec le policier et commence une relation avec lui. De son côté, Leslie Shay se réveille chez Devon, avec la gueule de bois. Benny rejoint son fils dans un café et lui raconte une intervention passée de Boden et lui. Wallace Boden est convoqué au bureau de Gail McLeod, qui lui propose un départ anticipé à la retraite, à la suite de sa manière de gérer son effectif, mais le chef de bataillon 25 décline son offre en l'envoyant sur les roses. Matt Casey demande des explications au lieutenant Spellman, mais celui-ci rétorque avoir reçu des consignes de la gestionnaire des finances et refuse de quitter le 51. Dawson dit tout à Christopher Hermann et Otis concernant Jay, et leur demande d'agir de manière normale lorsqu'Arthur réclamera son dû, jusqu'à ce qu'Halstead le prenne en flagrant délit. L'équipe du 51 est mobilisée pour une chute d'arbre sur une grande maison. Une femme est coincée sous des branches, ainsi que le bébé. Avec l'aide de leurs matériaux, les pompiers réussissent à les libérer, tous les deux. Le chef de bataillon 25 ordonne agressivement à ses hommes d'effectuer le programme «Bien-être au travail». Inquiets à son sujet, Casey et Severide lui apportent leur soutien. Après avoir épaulé Mouch pour son affiche officielle de campagne, Isabella accepte d'aider Casey sur la situation d'Heather Darden. L'équipe du 51 porte secours à un homme empaillé sous une tondeuse à gazon. Mills retrouve les quatre orteils de pied perdues par la victime, puis les donne aux ambulancières avant de conduire l'homme à l'hôpital.

### Épisode 6:Seuls au monde
- États-Unis /  Canada : 12 novembre 2013 sur NBC / Global
- Québec :
  - 6 juin 2014 sur AddikTV
  - 24 mars 2015 sur TVA
- Suisse : 23 novembre 2014 sur RTS Un
- France : 5 avril 2015 sur D17

- États-Unis : 7,66 millions de téléspectateurs[19] (première diffusion)
- Canada : 1,171 million de téléspectateurs[13] (première diffusion)

- Eric Slater (Greg Sullivan)
- Jesse Lee Soffer (Jay Halstead)

Alors que Kelly Severide allait partir courir, il croise Besse, la femme de son père Benny, qui réclame son retour, tout comme ses enfants. Pendant qu'il effectue son jogging, il vient en aide à un jeune garçon, Nathan, qui a le bras transpercé par la tige, à cause de la chute de son tracteur. Mouch rappelle à ses collègues qu'aujourd'hui, est le jour de l'élection de président du syndicat. Le lieutenant du Secours 3 retire la tige du bras du jeune garçon, mais cela provoque une hémorragie. Otis organise un débat entre Mouch et Greg Sullivan. Isabella apprend d'ailleurs que ce dernier est poursuivi par son ex-femme, pour non-paiement de la pension alimentaire. Mais le pompier de l'échelle 81 refuse d'utiliser cette information pendant le débat. Otis, Christopher Hermann et Gabriela Dawson sont suspectés d'avoir incendié le Game Day. Isabella informe Casey que la sécurité minimale est une possibilité pour Heather Darden. L'ambulancière parle avec Jay, qui lui dit gérer la situation. Il lui conseille également de dire non à Arthur, la prochaine fois qu'il réclamera son argent. Griffin vient à la caserne pour passer du temps avec les collègues de Casey, mais l'équipe est envoyée en intervention sur un accident et sauve une femme coincée. Boden contacte Severide et le prévient qu'il risque d'être remplacé, s'il n'arrive pas rapidement à la caserne. Pendant ce temps, le lieutenant du Secours 3 essaye d'aider le jeune Nathan comme il peut, en attendant l'arrivée des secours. Durant le débat entre Mouch et Sullivan, le pompier allait utiliser le scandale de la pension alimentaire, mais y renonce au dernier moment. Manque de chance pour Severide, une échelle lui tombe dessus, lui coinçant une jambe.

### Épisode 7:Jamais de regrets
- États-Unis /  Canada : 19 novembre 2013 sur NBC / Global
- Québec :
- 13 juin 2014 sur AddikTV
- 31 mars 2015 sur TVA
- Suisse : 30 novembre 2014 sur RTS Un
- France : 12 avril 2015 sur D17

- États-Unis : 7,49 millions de téléspectateurs[20] (première diffusion)
- Canada : 1,453 million de téléspectateurs[21] (première diffusion + différé 7 jours)

- Brittany Curran (Katie)
- Treat Williams (Bennie)
- Michelle Forbes (Gail McLeod)
- LaRoyce Hawkins (Kevin Atwater)
- Dylan Baker (Dr David Haratta)

Wallace Boden passe un scanner IRM, à cause de ce que lui a annoncé Peter Mills lors de sa prise de sang. Pendant ce temps, Matt Casey passe du bon temps avec Ben et Griffin, jusqu'à l'arrivée de Gabriela Dawson. Kelly Severide fait la rencontre de Katie, et il découvre que cette dernière est également la fille de son père Benny, et par conséquent sa demi-sœur. Le lieutenant de l'échelle 81 reçoit un appel d'Heather Darden qui lui apprend une bonne nouvelle : elle va être libérée de manière anticipée, à la suite d'une surpopulation carcérale. Le lieutenant du Secours 3 reproche à son père de fuir, une nouvelle fois, ses responsabilités paternelles. La femme de Jeff Clarke, Lisa, souhaite se réconcilier avec son mari, mais il ne veut rien savoir. Leslie Shay arrive, à son tour, à la caserne, toujours en froid avec sa coéquipière depuis qu'elle fréquente Devon. Boden annonce à ses hommes sa démission, qui sera effective le lendemain. Après cette annonce inattendue, toute l'équipe du 51 est mobilisée sur un accident entre un camion-citerne et un train de banlieue, où celui-ci s'est écrasé contre un entrepôt. Peter Mills découvre que la citerne contient du propane. Les pompiers sont sur le qui-vive et sont témoins de choses horribles, mais font leur travail du mieux qu'ils peuvent, en évacuant les victimes avec des blessures légères et graves. Durant l'intervention, Clarke rencontre le Dr Westin, un médecin militaire. Malheureusement, la citerne contenant du propane explose. L'équipe de Casey tente d'éteindre le feu, mais en vain. De son côté, l'ambulance 61 reçoit le renfort du Dr David Haratta, en provenance de l'hôpital de Lakeshore. La malchance frappe les pompiers de l'échelle 81, car le joint de la pompe d'eau a lâché, n'obtenant presque plus de pression.

### Épisode 8:Donnant-donnant
- États-Unis /  Canada : 26 novembre 2013 sur NBC / Global
- Québec :
- 20 juin 2014 sur AddikTV
- 7 avril 2015 sur TVA
- Suisse : 7 décembre 2014 sur RTS Un
- France : 12 avril 2015 sur D17

- États-Unis : 6,91 millions de téléspectateurs[22] (première diffusion)
- Canada : 1,467 million de téléspectateurs[23] (première diffusion + différé 7 jours)

- Jeff Lima (Leon)
- Michelle Forbes (Gail McLeod)
- Mena Suvari (Isabella)
- Vedette Lim (Devon)
- Larisa Polonsky (Zoya)
- Sophia Bush (Détective Erin Lindsay)
- Jason Beghe (Sergent Hank Voight)

Cruz et son frère, Leon, assistent à une fusillade entre gangs, dont l'enquête a été confiée à l'équipe de Voight. Severide, de son côté, fait davantage connaissance avec sa demi-sœur Katie. Les pompiers de la caserne 51 apprennent, plus tard, que Shay a été transférée et sera remplacée par Shout. La guerre entre le capitaine Boden et McLeod monte d'un cran. Boden et ses hommes interviennent sur un accident de voiture. En rentrant chez lui, Clarke découvre que sa femme, Lisa, doit de l'argent à Hayes, son ex-amant. Cruz et Leon apprennent que la petite fille de leur voisine est morte des suites de ses blessures, dues à la fusillade. Le jeune frère du pompier accepte d'aider la police de Chicago à arrêter cette bande de voyous.

### Épisode 9:L'Infiltré
- États-Unis /  Canada : 3 décembre 2013 sur NBC / Global
- Québec :
- 27 juin 2014 sur AddikTV
- 14 avril 2015 sur TVA
- Suisse : 14 décembre 2014 sur RTS Un
- France : 19 avril 2015 sur D17

- États-Unis : 8,22 millions de téléspectateurs[24] (première diffusion)
- Canada : 1,495 million de téléspectateurs[25] (première diffusion + différé 7 jours)
- Québec : 556 000 téléspectateurs[26] (diffusion sur TVA + différé 7 jours)

- Michelle Forbes (Gail McLeod)
- Jeff Lima (Leon)
- Brittany Curran (Katie)
- Mena Suvari (Isabella)
- Vedette Lim (Devon)
- Larisa Polonsky (Zoya)

Joey Cruz garde un œil sur son frère, Leon, infiltré dans son ancien gang. Il l'informe de son mariage avec la cousine d'Otis, Zoya, mais Olinsky lui demande de partir et laisser son frère accomplir sa mission. À la suite du cambriolage de Devon, Shay informe Severide et Otis avoir déposé plainte contre sa compagne pour vol. L'équipe de la caserne 51 est appelée pour sauver l'agent Harris, coincé sur le toit d'une maison, en voulant récupérer un chat qui s'est sauvé. Otis semble finalement regretter d'avoir emménagé avec Shay et Severide, au vu de ce qui vient de se passer. Alors que Gabriella Dawson et Peter Mills discutent, ils font la rencontre de Katie, la demi-sœur de Kelly. Peter Mills reçoit la visite d'Antonio Dawson, qui lui apprend avoir réussi les tests et qu'il a été admis pour entrer dans la police. Se sentant responsable du cambriolage de Devon, Shay se promène seule en ville, puis s'arrête sur un pont afin de tenter de se suicider.

### Épisode 10:Sauvons le 51!
- Canada : 9 décembre 2013 sur Global
- États-Unis : 10 décembre 2013 sur NBC
- Québec :
- 4 juillet 2014 sur AddikTV
- 21 avril 2015 sur TVA
- Suisse : 21 décembre 2014 sur RTS Un
- France : 19 avril 2015 sur D17

- États-Unis : 9,32 millions de téléspectateurs[27] (première diffusion)
- Canada : 1,403 million de téléspectateurs[28] (première diffusion + différé 7 jours)
- Québec : 596 000 téléspectateurs[29] (diffusion sur TVA + différé 7 jours)

- Eric Slater (Greg Sullivan)
- Mena Suvari (Isabella)

Au Molly's, Hayes, l'ex-amant de Lisa, s'en prend à Jeff Clarke pour réclamer son argent. À cause de Gail McLeod, la fermeture de la caserne 51 semble maintenant inévitable, mais le chef Wallace Boden et le reste de l'équipe refusent toujours de jeter l'éponge. Un appel d'urgence pour un accident de véhicule met tout l'équipe sous la sellette. Dawson reçoit une nouvelle qui fait basculer sa vie. Le président du syndicat, Greg Sullivan, est arrêté par la police pour détournement de fonds. Mouch se rend au conseil des syndicats et découvre que ces derniers ont une preuve contre McLeod : en effet, elle reçoit 200 000 dollars de salaire (en prétextant vouloir faire des économies de 10%), et n'a pas été mandatée pour fermer les centres de secours, tout en imposant sa loi dans le centre de réglementation de service des secours. Antonio Dawson informe Clarke et Kelly Severide qu'Hayes a été retrouvé mort. Le lieutenant du Secours 3 sollicite l'aide des collègues du centre de formation pour soutenir sa caserne.

### Épisode 11:Confiance à toute épreuve
- États-Unis /  Canada : 7 janvier 2014 sur NBC / Global
- Québec :
- 11 juillet 2014 sur AddikTV
- 28 avril 2015 sur TVA
- Suisse : 4 janvier 2015 sur RTS Un
- France : 26 avril 2015 sur D17

- États-Unis : 6,87 millions de téléspectateurs[30] (première diffusion)
- Canada : 1,436 million de téléspectateurs[31] (première diffusion + différé 7 jours)
- Québec : 625 000 téléspectateurs[32] (diffusion sur TVA + différé 7 jours)

Matt Casey se réveille chez lui, avec des souvenirs de son traumatisme crânien, et apprend à Gabriela Dawson que son médecin lui a donné son feu vert pour retourner travailler. Les tourtereaux décident de dire à leurs collègues qu'ils sont ensemble. Pendant ce temps, Kelly Severide est chargé de la formation des nouveaux stagiaires par le capitaine Tyberg. Jeff Clarke, de son côté, est libéré et reste mis à pied. En apprenant la nouvelle de la relation amoureuse entre Matt et Gabriela, leurs collègues sont fous de joie. Mais le lieutenant de l'échelle 81 a des pertes de mémoire et ne se souvient plus du code de son casier. L'équipe accueille une nouvelle recrue pour l'ambulance 61 : Alison Rafferty qui est amicale envers ses nouveaux collègues, sauf Leslie Shay. Mais l'équipe n'eut pas le temps de faire connaissance avec la nouvelle arrivante, car elle est directement envoyée pour un accident de voiture sur un chantier. En effet, le conducteur, Jérémy, a une partie de la nuque transpercée par la barre d'armature, mais celle-ci s'appuie sur sa carotide, ce qui ne provoque pas d'hémorragie. Le lieutenant de l'échelle 81 parie avec le jeune homme un pack de bières qu'il va s'en sortir. Mais en plus de pertes de mémoire, il souffre également de visions troubles. Gabriela se rend au centre de formation des pompiers de Chicago et fait connaissance avec une autre stagiaire: Rebecca Jones, la fille de Lionel qui est chef-adjoint du district. L'ambulance 61 se charge de sauver Shelly, une jeune femme qui a le corps rempli de silicone et de ciment à cause d'un faux chirurgien esthétique. Otis rencontre Katie et se découvre des points communs avec la jeune femme. Peter Mills se rend au service des renseignements de Chicago, et grâce aux investigations de Jay Halstead et Antonio Dawson, il découvre de lui-même que Lisa, la femme de Jeff et son ex-amant, Hayes, se sont échangé des textos, car celle-ci est devenue jalouse en voyant son ex-amant fréquenter une autre femme. Elle a tué Hayes, parce qu'elle lui devait de l'argent, mais laisse son mari porter le chapeau. Il en parle à son collègue, mais ce dernier fait la sourde oreille et menace de frapper le jeune stagiaire s'il ne s'en va pas.

### Épisode 12:Cas de conscience
- États-Unis /  Canada : 14 janvier 2014 sur NBC / Global
- Québec :
  - 18 juillet 2014 sur AddikTV
  - 5 mai 2015 sur TVA
- Suisse : 11 janvier 2015 sur RTS Un
- France : 26 avril 2015 sur D17

- États-Unis : 6,76 millions de téléspectateurs[33] (première diffusion)
- Canada : 1,601 million de téléspectateurs[34] (première diffusion + différé 7 jours)
- Québec : 534 000 téléspectateurs[35] (diffusion sur TVA + différé 7 jours)

Alors qu'elle passe son examen écrit, Gabriela Dawson découvre que Rebecca Jones triche en se servant de son téléphone. Leslie Shay fait la rencontre de l'exécutant testamentaire de Daryl qui lui apprend que ce dernier a légué ses biens, son appartement, ainsi que son argent à l'ambulancière. L'équipe de la caserne 51 intervient ensuite dans un incendie au premier étage d'un immeuble. Le capitaine Wallace Boden fait d'ailleurs la rencontre d'une des locataires, Donna Robbins, qui lui informe que le chauffage de l'immeuble est défaillant. De son côté, Peter Mills se fait interviewer par Kenny Bloomfeld, le journaliste du Chicago Sun-Times, mais lui raconte des sottises sur la caserne, car il pense qu'il s'agisse d'une plaisanterie de ses collègues. En effet, ces derniers lui en font voir de toutes les couleurs depuis qu'il a intégré l'équipe de Secours de Kelly Severide. Matthew Casey tente de rassurer le lieutenant du Secours 3 sur son état de santé, mais celui-ci ne semble pas convaincu. Le capitaine de la caserne rend visite au propriétaire de l'immeuble incendié pour lui demander de réparer le chauffage. De son côté, Otis demande à Kelly la permission de sortir avec sa demi-sœur Katie et ce dernier lui donne sa bénédiction. Les ambulancières sauvent une femme qui a les cheveux coincés dans un escalator et le crâne ouvert. Peter s'excuse auprès du journaliste pour ses propos durant l'entrevue. Leslie Shay apprend, par une infirmière, que sa coéquipière a perdu son mari, mort de la lymphome de Hodgkin il y a 6 mois, alors qu'elle travaillait à l'hôpital de Chicago depuis un an avant d'abandonner son cursus pour s'occuper de lui.

### Épisode 13:La Nuit de tous les dangers
- États-Unis /  Canada : 21 janvier 2014 sur NBC / Global
- Québec :
  - 25 juillet 2014 sur AddikTV
  - 12 mai 2015 sur TVA
- Suisse : 11 janvier 2015 sur RTS Un
- France : 3 mai 2015 sur D17

- États-Unis : 7,13 millions de téléspectateurs[36] (première diffusion)
- Canada : 1,636 million de téléspectateurs[37] (première diffusion + différé 7 jours)

### Épisode 14:Adversités
- États-Unis /  Canada : 25 février 2014 sur NBC / Global
- Québec :
  - 1er août 2014 sur AddikTV
  - 19 mai 2015 sur TVA
- Suisse : 18 janvier 2015 sur RTS Un
- France : 3 mai 2015 sur D17

- États-Unis : 7,06 millions de téléspectateurs[38] (première diffusion)
- Canada : 1,469 million de téléspectateurs[39] (première diffusion + différé 7 jours)
- Québec : 601 000 téléspectateurs[40] (diffusion sur TVA + différé 7 jours)

48h se sont écoulées depuis que Katie, la demi-sœur de Kelly Severide, a été capturée par Wince Keeler. Ce dernier est relâché par la police, ce qui exaspère le lieutenant du Secours 3. De son côté, Matthew Casey, qui souffre de perte de mémoires, d'étourdissement, de saignement d'oreilles depuis sa fracture du crâne survenue lors d'une intervention, consulte une radiologue qui lui informe que le prochain choc crânien peut lui être fatal, car son crâne et son cerveau ont été fragilisés. Gabriela Dawson repasse le test d'aptitude physique, mais échoue une nouvelle fois. Les pompiers de la caserne 51 sauvent un homme qui souffre du syndrome de l'écrasement, car il a le bras coincé sur un tapis roulant. Otis et Kelly sont inquiets pour Katie. Le premier s'en veut, mais le second le rassure et lui dit n'y être pour rien. Le lieutenant du Secours 3 rend visite au type tabassé par Wince Keeler qui lui conseille de contacter Jack Gatins pour retrouver sa demi-sœur. Il le retrouve, tabasse ce dernier, puis lui fait cracher le morceau et retrouve Katie saine et sauve, mais avec un œil au beurre noir. Cette dernière apprend à l'inspectrice Erin Lindsay que son kidnappeur l'a violée. Matt continue de mentir à son entourage sur son état de santé mental.

### Épisode 15:Fais ton boulot et tais-toi!
- États-Unis /  Canada : 4 mars 2014 sur NBC / Global
- Québec :
  - 8 août 2014 sur AddikTV
  - 26 mai 2015 sur TVA
- Suisse : 18 janvier 2015 sur RTS Un
- France : 10 mai 2015 sur D17

- États-Unis : 7,07 millions de téléspectateurs[41] (première diffusion)
- Canada : 1,368 million de téléspectateurs[42] (première diffusion + différé 7 jours)
- Québec : 555 000 téléspectateurs[43] (diffusion sur TVA + différé 7 jours)

L'équipe de l'échelle 81 de Casey fait connaissance avec leur nouvelle stagiaire, Rebecca Jones. Severide informe Otis que Keeler coopère avec la police sur une enquête, menée aussi avec l'ATF, le FBI. Le lieutenant du Secours 3 sollicite l'aide de Clarke pour empêcher Keeler d'échapper à la justice. La jeune stagiaire débute mal son baptême, en cassant une disqueuse K-12 qu'elle voulait apporter à son lieutenant, alors que c'était à Hermann de s'en charger, afin d'aider une petite fille à sortir d'une boîte de don de vêtements. À la suite de la suspension d'Alison Rafferty, Gabriela Dawson récupère le commandement de l'ambulance 61, où sa relation avec Leslie Shay devient beaucoup plus complice. Mouch se rend compte qu'il ne faut pas s'attaquer impunément à l'assistante du capitaine Boden, Connie. Casey se rend compte de la personnalité de Jones, et la remet à sa place. Kelly Severide reçoit la visite de mon père, Benny, lui apprenant ce qui est arrivé à Katie et son départ pour New York. L'équipe de l'échelle 81 informe Casey que leur coopération avec Jones risque de ne pas marcher, car elle est arrogante et agressive.

### Épisode 16:Les Choix d'un père
- États-Unis /  Canada : 11 mars 2014 sur NBC / Global
- Québec :
  - 15 août 2014 sur AddikTV
  - 2 juin 2015 sur TVA
- Suisse : 25 janvier 2015 sur RTS Un
- France : 10 mai 2015 sur D17

- États-Unis : 7,21 millions de téléspectateurs[44] (première diffusion)
- Canada : 1,561 million de téléspectateurs[45] (première diffusion + différé 7 jours)
- Québec : 631 000 téléspectateurs[46] (diffusion sur TVA + différé 7 jours)

### Épisode 17:Le Courage d'avancer
- États-Unis /  Canada : 18 mars 2014 sur NBC / Global
- Québec :
  - 22 août 2014 sur AddikTV
  - 9 juin 2015 sur TVA
- Suisse : 1er février 2015 sur RTS Un
- France : date inconnue sur D17

- États-Unis : 6,96 millions de téléspectateurs[47] (première diffusion)
- Canada : 1,357 million de téléspectateurs[48] (première diffusion + différé 7 jours)
- Québec : 642 000 téléspectateurs[49] (diffusion sur TVA + différé 7 jours)

Mouch apprend par courrier que Marie, son ex-compagne japonaise, a rompu avec lui, car elle sort désormais avec un présentateur de show télévisé. L'équipe de la caserne 51 intervient sur un incendie dans une habitation. Les pompiers évacuent les victimes, dont le père, la mère et les 3 enfants de la famille Brooker, mais le premier est mort brûlé vif, car il a utilisé son corps comme bouclier pour protéger ses enfants des flammes. Matt Casey, le lieutenant de l'échelle 81, essaie vainement de le ranimer, mais il est déjà trop tard. Rebecca Jones, la stagiaire, assiste à un événement tragique pour la première fois et ne sait pas comment faire pour surmonter ce genre de drame. Peter Mills lui conseille de trouver sa propre méthode pour passer à autre chose. Pendant ce temps, Gabriella Dawson, l'ambulancière, se fait harceler par Victor Ramsey, que ce soit au talkie-walkie de l'ambulance 61 ou par téléphone. Elle décide de porter plainte auprès du centre des Transmissions. Les ambulancières découvrent un ours en peluche sous le brancard de leur camion qui appartient à la petite fille de l'incendie, Caroline. Matt et Kelly Severide se rendent à l'hôpital pour la lui rendre, après l'avoir lavé, mais la mère les rend responsables de la mort de son mari et récupère l'objet en question. Plus tard, l'équipe intervient ensuite sur un accident de voiture. Un ancien pompier à la retraite, Dave Bloom, est l'une des victimes. Il a le bras coincé dans le passage de roue, mais les pompiers réussissent à l'en dégager. 

### Épisode 18:Remise en question
- États-Unis /  Canada : 8 avril 2014 sur NBC / Global
- Québec :
  - 29 août 2014 sur AddikTV
  - 16 juin 2015 sur TVA
- Suisse : 1er février 2015 sur RTS Un

- États-Unis : 6,96 millions de téléspectateurs[50] (première diffusion)
- Canada : 1,461 million de téléspectateurs[51] (première diffusion + différé 7 jours)

L'échelle 81 et le Secours 3 interviennent sur un feu d'huile de classe B et secourent un homme coincé entre deux murs séparés par deux maisons. Kelly Severide se rend au service des renseignements de Chicago, car Dave Bloom a été arrêté pour conduite en état d'ivresse. Pour lui éviter d'aller en prison, il le convainc de suivre une cure de désintoxication. Pendant ce temps à la caserne 51, après avoir appris les intentions de son père par Gabriella Dawson, Rebecca Jones, la stagiaire de l'échelle 81, demande au capitaine Wallace Boden une journée pour se changer les idées, mais est rassurée de savoir que ses collègues la soutiennent dans cette difficile épreuve. De leurs côtés, la responsable de l'ambulance 61 et son équipière, Leslie Shay, profitent d'un week-end entre filles dans un chalet enneigé qu'elles louent à un couple de propriétaires. Gabriella se confie à sa meilleure amie sur sa relation avec Matt. Les deux équipes de pompiers viennent ensuite en aide à un jeune garçon qui veut se suicider, car son ex-petite amie a rompu avec lui. 

### Épisode 19:Un lourd fardeau
- États-Unis /  Canada : 15 avril 2014 sur NBC / Global
- Québec :
  - 5 septembre 2014 sur AddikTV
  - 11 août 2015 sur TVA[52]
- Belgique : 26 décembre 2014 sur RTL-TVI
- Suisse : 8 février 2015 sur RTS Un

- États-Unis : 6,90 millions de téléspectateurs[53] (première diffusion)
- Canada : 1,487 million de téléspectateurs[54] (première diffusion + différé 7 jours)
- Belgique : 307 900 téléspectateurs[55] (première diffusion)

Le capitaine Wallace Boden informe la caserne 51 du décès de Rebecca Jones, qui a préféré mettre fin à ses jours à la suite des pressions de son père pour la transférer aux relations publiques du district. Kelly Severide, accompagné de son équipe, rend visite à Dave Blood au centre de désintoxication, mais apprend à l'accueil qu'il n'est resté que 12h sur les 28 jours. Peter Mills reproche à ses collègues de l'échelle 81 de ne pas avoir fait d'efforts afin que Rebecca Jones soit intégrée au groupe, mais Christopher Hermann ne l'entend pas de cette oreille. Ils découvrent ensuite qu'elle était une championne du bowling et le pompier du Secours 3 propose de faire une partie en sa mémoire. Les ambulancières sont appelées pour une petite fille malade, qui fait une allergie à l'amoxiciline. La caserne 51 reçoit la visite de Jeff Clarke, qui a été promu lieutenant et travaille dans une autre caserne avec Brandon Jones, le frère aîné de Rebecca, venu prendre des nouvelles de ses anciens collègues après le terrible drame qu'ils vivent.

### Épisode 20:Journée noire
- États-Unis /  Canada : 29 avril 2014 sur NBC / Global
- Québec : 12 septembre 2014 sur AddikTV
- Belgique : 26 décembre 2014 sur RTL-TVI
- Suisse : 8 février 2015 sur RTS Un

- États-Unis : 7,06 millions de téléspectateurs[56] (première diffusion)
- Canada : 1,738 million de téléspectateurs[57] (première diffusion + différé 7 jours)
- Belgique : 265 200 téléspectateurs[55] (première diffusion)

Le lieutenant Matt Casey et l'ambulancière Gabriella Dawson participent à un événement de charité à l'hôpital Lakeshore de Chicago, lorsqu'une explosion massive sème le chaos en ville. Les urgentistes, ainsi que les médecins sont sur le qui-vive, tout comme les pompiers des casernes 51 et 34. Emma, la petite sœur d'Holly Thelan, la pédiatre de l'hôpital, est juste blessée avec quelques égratignures. Quant à Zoé, la nièce de Kim Burgess, la policière des renseignements, son foie a été endommagé à la suite de l'explosion. De son côté, Leslie Shay se blesse gravement à l'abdomen à cause d'une mauvaise chute. Pendant ce temps, Peter Mills, Joey Cruz et Wallace Boden découvrent une nouvelle bombe dans une voiture, située à l'un des niveaux du parking de l'hôpital, et le pompier du Secours 3 réussit à la désamorcer.

### Épisode 21:Le Jour J
- États-Unis /  Canada : 6 mai 2014 sur NBC / Global
- Québec : 19 septembre 2014 sur AddikTV
- Belgique : 2 janvier 2015 sur RTL-TVI
- Suisse : 15 février 2015 sur RTS Un

- États-Unis : 6,92 millions de téléspectateurs[58] (première diffusion)
- Canada : 1,455 million de téléspectateurs[59] (première diffusion + différé 7 jours)

Gabriella Dawson se rend compte que son test physique tombe un jour où elle doit récupérer la garde du week-end passé avec Leslie Shay. Après avoir appris que Donna attend un enfant de lui, Wallace Boden souhaiterait faire partie de la vie de son futur enfant, mais aussi de la femme qu'il aime. À la caserne 51, Kelly Severide présente une nouvelle recrue du Secours 3 : Rick Newhouse qui va remplacer Jeff Clarke, transféré définitivement à la caserne où travaille le frère de Rebecca Jones, Brandon. L'équipe du 51 réussit ensuite à sauver un homme qui a les jambes coincées dans une déchiqueteuse. Leslie Shay se retrouve nez-à-nez avec Devon qui compte bien réparer le mal qu'elle a fait en remboursant l'argent et en rendant les objets qu'elle a volés. L'équipe est ensuite envoyée sur un accident de bateau, où le capitaine du navire conduisait en état d'ivresse et un homme a la jambe coincée entre un pilier et des planches dans l'eau. Accompagnée de Shay, Dawson se présente à la caserne 67 de Welsh et veut clairement faire comprendre aux pompiers de cette caserne son intention d'intégrer l'équipe, même si cela leur déplaît de travailler avec elle. Shay accepte de revoir Devon au Molly's, mais Severide et Otis réprimandent leur colocataire.

### Épisode 22:Pas de répit pour les braves
- États-Unis /  Canada : 13 mai 2014 sur NBC[60] / Global
- Québec : 26 septembre 2014 sur AddikTV
- Belgique : 2 janvier 2015 sur RTL-TVI
- Suisse : 15 février 2015 sur RTS Un

- États-Unis : 7,12 millions de téléspectateurs[61] (première diffusion)
- Canada : 1,558 million de téléspectateurs[62] (première diffusion + différé 7 jours)

Gabriela Dawson est félicitée par ses collègues de la caserne 51 pour avoir réussi l'examen de pompier. Après les deux prochaines gardes, elle sera officiellement mutée à la caserne 66 de Tommy Welsh. Wallace Boden apprend à Christopher Herrmann qu'il va épouser Donna, lui demande d'être son témoin et ce dernier accepte sans hésiter, puis le charge d'organiser la cérémonie. Les pompiers interviennent sur un incendie produit dans un pensionnat et sauvent les victimes. Après extinction du feu, ils vérifient le lieu du sinistre et Rick Newhouse découvre un jeune garçon brûlé vif, mais vivant. Le pompier de l'échelle 81 découvre que le père Dan de son église ne peut accueillir le mariage de son capitaine et Donna. Kelly Severide culpabilise, car il avait pourtant examiné la pièce où le gamin se trouvait, mais ne l'a pas vu. Le lieutenant du Secours 3 rend visite à Cory Jefferson, le jeune garçon de l'incendie du pensionnat à l'hôpital, qui est sous assistance respiratoire et dans un état critique. 

## Audiences aux États-Unis
| N° d'épisode | Titre original                   | Titre français               | Chaîne | Date de diffusion originale | États-Unis (en millions de téléspectateurs) | Pdm sur les 18-49 ans |
| ------------ | -------------------------------- | ---------------------------- | ------ | --------------------------- | ------------------------------------------- | --------------------- |
| 1            | A Problem House                  | Hautes tensions              | NBC    | 24 septembre 2013           | 8.90                                        | 2.7                   |
| 2            | Prove It                         | L'Ombre d'un doute           | NBC    | 1er octobre 2013            | 8.74                                        | 2.6                   |
| 3            | Defcon 1                         | Incendies volontaires        | NBC    | 8 octobre 2013              | 7.43                                        | 2.1                   |
| 4            | A Nuisance Call                  | Le Traître                   | NBC    | 15 octobre 2013             | 8.08                                        | 2.3                   |
| 5            | A Power Move                     | Nouvelle Donne               | NBC    | 22 octobre 2013             | 7.45                                        | 2.1                   |
| 6            | Joyriding                        | Seuls au monde               | NBC    | 12 novembre 2013            | 7.66                                        | 2.2                   |
| 7            | No Regrets                       | Jamais de regrets            | NBC    | 19 novembre 2013            | 7.49                                        | 1.9                   |
| 8            | Rhymes With Shout                | Donnant-donnant              | NBC    | 26 novembre 2013            | 6.91                                        | 2.1                   |
| 9            | You Will Hurt Him                | L'Infiltré                   | NBC    | 3 décembre 2013             | 8.22                                        | 2.3                   |
| 10           | Not Like This                    | Sauvons le 51 !              | NBC    | 10 décembre 2013            | 9.32                                        | 2.2                   |
| 11           | Shoved In My Face                | Confiance à toute épreuve    | NBC    | 7 janvier 2014              | 6.87                                        | 2.0                   |
| 12           | Out With a Bang                  | Cas de conscience            | NBC    | 14 janvier 2014             | 6.76                                        | 1.8                   |
| 13           | Tonight's the Night              | La Nuit de tous les dangers  | NBC    | 21 janvier 2014             | 7.13                                        | 1.8                   |
| 14           | Virgin Skin                      | Adversités                   | NBC    | 25 février 2014             | 7.06                                        | 1.8                   |
| 15           | Keep Your Mouth Shut             | Fais ton boulot et tais toi! | NBC    | 4 mars 2014                 | 7.07                                        | 1.9                   |
| 16           | A Rocket Blasting Off            | Les Choix d'un père          | NBC    | 11 mars 2014                | 7.21                                        | 1.9                   |
| 17           | When Things Got Rough            | Le Courage d'avancer         | NBC    | 18 mars 2014                | 6.96                                        | 1.9                   |
| 18           | Until Your Feet Leave the Ground | Remise en question           | NBC    | 8 avril 2014                | 6.96                                        | 1.8                   |
| 19           | A Heavy Weight                   | Un lourd fardeau             | NBC    | 15 avril 2014               | 6.90                                        | 1.7                   |
| 20           | A Dark Day                       | Journée noire                | NBC    | 29 avril 2014               | 7.06                                        | 1.8                   |
| 21           | One More Shot                    | Le Jour J                    | NBC    | 6 mai 2014                  | 6.92                                        | 1.9                   |
| 22           | Real never Waits                 | Pas de répit pour les braves | NBC    | 13 mai 2014                 | 7.12                                        | 1.9                   |